# 杜蘭特 (奧克拉荷馬州)
杜蘭特（Durant）位於美國奧克拉荷馬州布賴恩縣，是該縣的縣治，靠近德克薩斯州邊界，人口18,589人。杜蘭特是北美原住民喬克托族自治領地喬克托國的首府，也是東南俄克拉荷馬州立大學所在地。

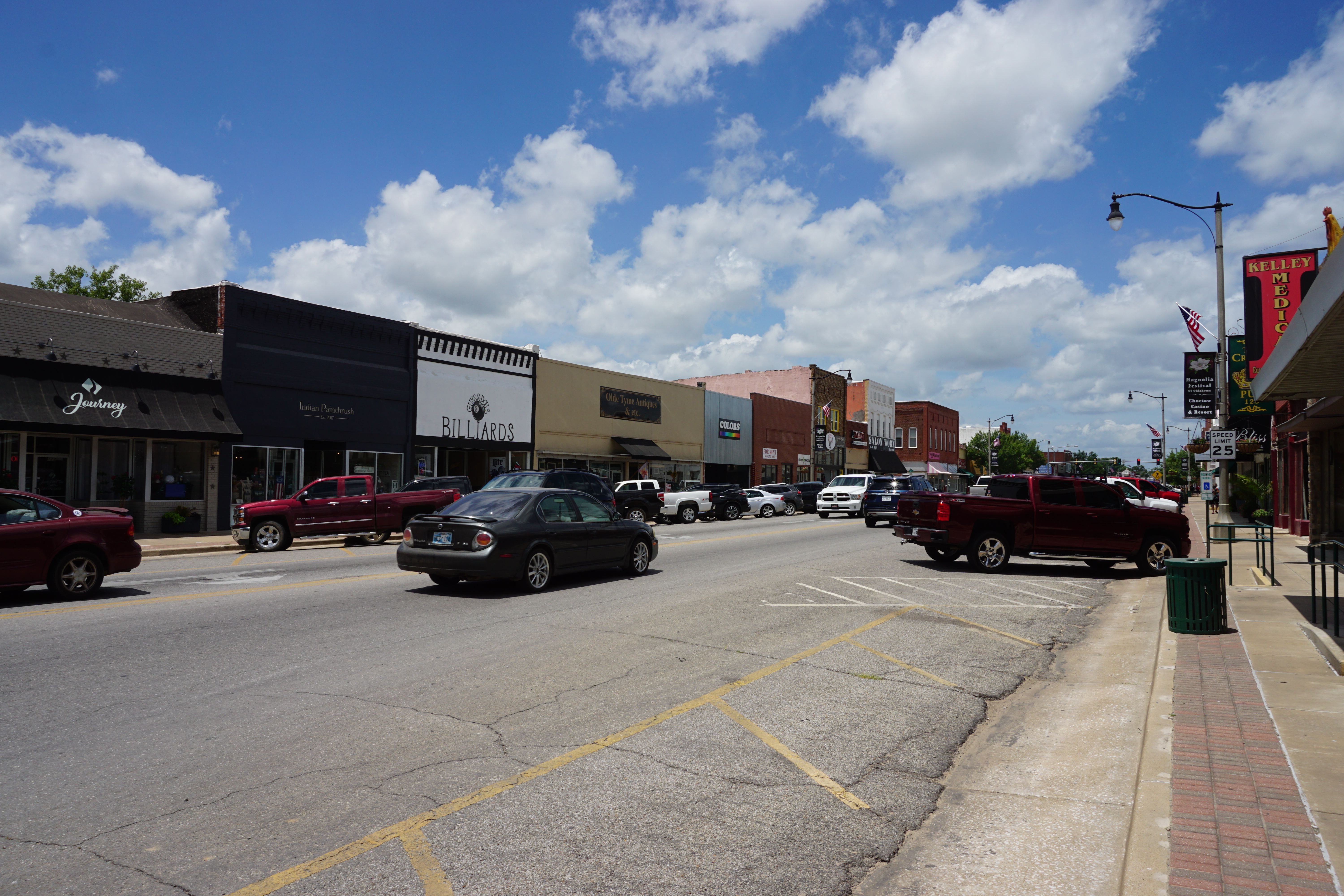
杜蘭特

1. ↑  . data.census.gov. United States Census Bureau.   [June 3, 2022]. （原始内容存档于2023-06-28）.